# Anisodes circummaculata
Anisodes circummaculata là một loài bướm đêm trong họ Geometridae.